# Ciorbă de burtă

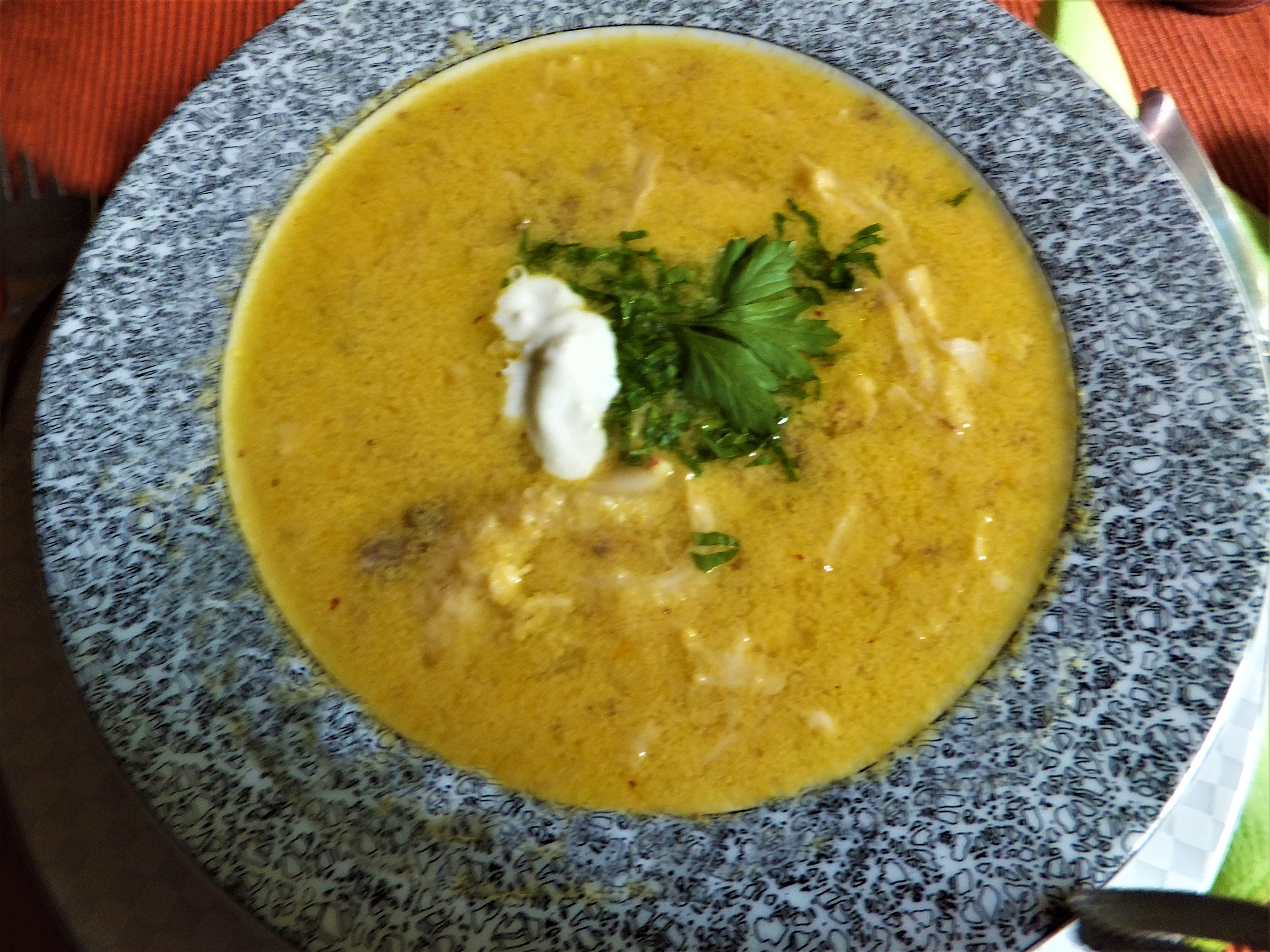
Ciorbă de burtă.

La ciorbă de burtă (roumain), шкембе чорба (bulgare : chkémbè tchorba), ou littéralement « soupe de tripes », est une soupe bulgare, roumaine et moldave composée de tripes de mouton mais parfois aussi de veau ou de bœuf, qui bout pendant des heures et que l’on coupe en morceaux plus ou moins gros avant de la servir dans son bouillon. Blanchâtre, pas trop grasse mais un peu fade, on la corse une fois arrivée sur la table avec du mujdei, du vinaigre et du piment. L'étymologie du mot ciorbă est la même que celle du mot tchorba et remonte à la période ottomane. Le mot burtă (шкембе, chkémbè en bulgare) veut dire « ventre ».
Ce potage est un rituel. Feu le chroniqueur gastronomique roumain Radu Anton Roman disait de la ciorbă de burtă que c'est « un plat de cochers ivres que les princes adorent et dont la préparation est l’une des plus savantes et des plus minutieuses ».

## Histoire
La ciorbă de burtă se mange en entrée. Elle peut aussi faire office de repas à part entière car elle est agrémentée de viande et d'abats.
Depuis l'époque communiste (lorsque la bureaucratie politique se réservait les bons morceaux tandis que la population vivait dans la pénurie, ce qui a duré quarante-cinq ans), les abats ont acquis une place prépondérante dans la cuisine bulgare, roumaine et moldave, devenant un symbole de bons moments gastronomiques. Depuis la chute de la dictature dans ces pays (1989-1990), les abats restent intéressants même dans l'économie de marché, car moins chers et plus nourrissants que la viande.

## Soupes de tripes à travers le monde
Les recettes et les accompagnements varient d’un pays à l’autre mais les circonstances de sa dégustation restent les mêmes. La soupe de tripes est présente dans la gastronomie :
- bulgare : shkembe tchorba,
- chinoise : chaotianguo,
- finlandaise : tappaiskeitto,
- grecque : πατσάς patsás,
- indonésienne : soto bandung,
- polonaise : flaki,
- lombarde : busecca,
- maltaise : soppa tal-kirxa,
- slovaque : držková polievka,
- tchèque : dršťková polévka,
- turque : işkembe çorbası.

La recette reste peu ou prou la même, malgré quelques variantes nationales :
- la crème en Roumanie ;
- la tomate en Bulgarie ;
- un jarret en Géorgie ;
- la soupe de tripes (ciorbă de burtă de somn) de silure dans le delta du Danube[2].[réf. nécessaire]